# Русский народный совет Прикарпатской Руси
Ру́сский наро́дный сове́т, с 1915 года — Ру́сский наро́дный сове́т Прикарпа́тской Руси́ (РНС; русин. «Народний Совѣтъ») — общественно-политическая организация галицких русофилов, оформившаяся в сентябре 1914 года во Львове после взятия города русскими войсками в ходе Первой мировой войны с целью создания в крае нового галицкого правительства из представителей местной политической элиты. Летом 1915 года эвакуирована в Киев, с сентября — в Ростове-на-Дону. C 1915 года по 1920 год — организация, координировавшая деятельность галицких русофилов в России:118. Организатор Карпато-русского отряда в составе Добровольческой армии. Председатели Владимир Дудыкевич (1914—1915), Иван Костецкий (1915—1920).

## Появление
В ходе Галицийской битвы 21 августа (3 сентября) 1914 войска Русской императорской армии заставили отступить австро-венгерские войска и заняли Львов. Представители политической элиты галицких русофилов края во главе с общественным деятелем Владимиром Дудыкевичем, приветствовавшие вступление русских войск в город, организовали высшую политическую организацию, которой дали название Русский народный совет. Роль организации виделась её создателями в координации и создании будущего галицкого правительства в крае из числа представителей местной политической элиты.

## Деятельность во Львове
До образования совета существовал Карпато-русский освободительный комитет, который самораспустился в день создания Русского народного совета Прикарпатской Руси.
9 (22) сентября 1914 состоялось учредительное заседание совета под председательством Владимира Дудыкевича. На заседании были избраны руководящие органы, заместителем председателя был избран И. Добрянский, секретарём М. Сохоцкий. В состав совета вошли Л. Алексевич, М. Гнатишак, Мариан Глушкевич, И. Давидович, И. Завадовский, В. Колдра, И. Костецкий, Р. Красицкий, С. Лабенский, В. Лагола, Е. Лужецкий, Ю. Луцык, Дмитрий Марков, М. Пакиж, В. Сваричевский, Ф. Свистун, Ю. Сикало, М. Третьяк, К. Быховский, З. Филиповский, Ю. Яворский:237.
Одним из первых распоряжений совета было поручение Народному дому организовать во Львове Музей освобождения, для которого требовалось собрать памятники «освободительной войны 1914 года». Русский народный совет занимался объединением галицкой общественности для её участия в мероприятиях, посвященных демонстрации русских культурных завоеваний в Галиции, проводимых совместно с представителями политической элиты Российской империи. 6 (19) декабря 1914 при участии совета во Львове были организованы общегородские торжества по празднованию именин императора Николая Второго:240.

## Эвакуация в Российскую империю
Со отступлением Русской императорской армии из Львова в июне 1915 года совет эвакуировался из города вместе с русской армией. Первоначально он разместился в Киеве, а в сентябре 1915 года переехал в Ростов-на-Дону:242. В связи с переездом на другую территорию организация для уточнения своего названия стала именоваться Русским народным советом Прикарпатской Руси.
Председателем совета в ростовский период являлся Иван Костецкий. Совет в 1915—1917 годах выражал интересы галицких беженцев в Российской империи. Он вел интенсивную работу над тем, чтобы добиться от властей Российской империи для галицких беженцев прав обучаться в учебных заведениях России и прав на трудоустройство. Совет достиг соглашения с Министром внутренних дел Михаилом Щербатовым, что такое разрешение будет дано властями империи в случае, если совет поручится о благонадежности своих земляков и их непричастности к австрийской разведке. Выполняя эти договоренности, организация начала выдавать своим землякам свидетельства о благонадежности:242. Представители совета поддавали критике политику властей Российской империи, допускавшую попустительство украинским движениям, а затем и украинофильскую политику Временного правительства.

## В Гражданской войне в России
По инициативе товарищей председателя Русского народного совета Л. Ю. Алексевича и Григория Мальца 8 (21) января 1918 в Ростове-на-Дону в помещении общества «Червоная Русь» был создан Карпато-русский отряд. Совет, выступая в переговорах от имени всех русских галичан, достиг соглашения с генералом Михаилом Алексеевым об условиях взаимодействия между силами Белого движения на Юге России и галицкими русофилами. Карпато-русский отряд вошел в состав Добровольческой армии и принимал участие в боях на её стороне вплоть до эвакуации белых частей из Крыма в ноябре 1920 года.
Кроме организации военных формирований совет вел политическую деятельность. Он формировал воззвания, адресованные «русским людям». В воззвании от 28 декабря 1918 «К вопросу о самоопределении Галицкой, Буковинской и Угорской Руси» содержались утверждения, что Галиция является русской землей, а не украинской или польской. Авторами воззвания польский период владычества в Галиции рассматривался как тирания и «подавление национальной жизни русского населения». В другом воззвании — от 15 января 1919 года — эти положения развивались, история русинов в XIX веке подавалась как перманентная конфронтация с Австрией, в которой русины представлялись слабой и подвергавшейся прессингу стороной. Детально описывались австрийские репрессии против русинов в период Первой мировой войны. Одновременно с этим украинское движение представлялось маргинальным, но, несмотря на это, несущим большую угрозу русскому единству. В качестве новых приоритетов важности присоединения Галиции к России в воззвании отмечались не экономические и геостратегические преимущества для Галиции, а реальная возможность в настоящее время разделаться с «мазепинством». И первое и второе воззвания завершались детальным описанием будущих границ России в Прикарпатье. Согласно оценке исследователей И. Баринова и И. Стрелкова, аргументация совета напоминала «риторику Белого движения»:119.

## Деятельность в 1920-е годы
После завершения Гражданской войны многие участники Русского народного совета возвратились в Галицию, которая оказалась теперь в составе Польской республики, где продолжили свою политическую деятельность.